# Winkelcentrum Kastelenplein
Winkelcentrum Kastelenplein is een overdekt wijkwinkelcentrum in de wijk Hanevoet in Eindhoven. Het winkelcentrum ligt op een 'eiland' tussen de Karel de Grotelaan en de Meerveldhovenseweg. Het centrum werd op 8 juni 1978 geopend en heeft een oppervlakte van circa 6.800 m². In 2018 werd het centrum gerenoveerd. Aan het winkelcentrum zijn appartementsgebouwen vastgebouwd. Rondom het centrum zijn diverse parkeerplaatsen. Onder het winkelcentrum loopt een fietstunnel die de wijken Hanevoet en Genderbeemd met elkaar verbindt.
In juni 2020 verkocht DELA Vastgoed het winkelcentrum aan het Amsterdamse Sectie5 Investments en Harbert Management Corporation uit Birmingham. In november 2020 verkochten deze het winkelcentrum weer aan Capricorn Capital Group en FIMeK Real Estate voor 14,3 miljoen euro.
Nadat het winkelcentrum door DELA werd verkocht was er volgens huurders sprake van verloedering. FIMeK Real Estate en Capricorn Capital Group hebben plannen om het winkelcentrum te renoveren. De gemeente Eindhoven heeft hierop gereageerd dat er eerst een visie voor het gehele gebied rondom het winkelcentrum moet worden ontwikkeld. De gemeente heeft daarbij aangegeven dat er zo'n 700 tot 900 nieuwe woningen gerealiseerd kunnen worden in het gebied.